# Janka Buršáková
Jana „Janka“ Buršáková (* 6. ledna 1957) je slovenská televizní herečka, známá z pořadu Súdna sieň jako soudkyně JUDr. Eva Melchová.

## Život
Vystudovala Zahradnickou fakultu Vysoké školy zemědělské v Brně (dnes Mendelova univerzita). Do roku 1993 vystřídala několik zaměstnání. Od roku 1993 byla příslušnicí sboru vězeňské a justiční stráže a až do roku 2008 pracovala v ústavu pro výkon trestu odnětí svobody v Nitře, v městské části Chrenová.
Jako televizní soudkyně v pořadu Súdna sieň účinkuje od roku 2008.
Žije v Nitře, je vdaná, má dva syny.